# Primer gobierno de Alfonso López Pumarejo
El Primer gobierno de Alfonso López Pumarejo, se dio entre el 7 de agosto de 1934 y el 7 de agosto de 1938, este gobierno hizo parte de la denominada Republica Liberal (1930-1946).

## Llegada al poder
Fue elegido el 10 de febrero de 1934, en las elecciones presidenciales contra el candidato del recién fundado Partido Comunista Colombiano Eutiquio Timoté, y la abstención del Partido Conservador Colombiano, obteniendo 938,808 votos, frente a los 3,401 de Timoté, llegando a ser el segundo gobierno de la República Liberal, sucediendo a Enrique Olaya Herrera.

## Gabinete ministerial
| Ministerio                          | Imagen | Nombre                       | Partido   | Periodo   |
| ----------------------------------- | ------ | ---------------------------- | --------- | --------- |
| Ministro de Gobierno                |        | Luis Cano                    |           | 1934      |
| Ministro de Gobierno                |        | Darío Echandia               | 1934-1935 |           |
| Ministro de Gobierno                |        | Alberto Lleras Camargo       | 1935-1937 |           |
| Ministro de Gobierno                |        | Darío Echandia               | 1937      |           |
| Ministro de Gobierno                |        | Alberto Lleras Camargo       | 1937-1938 |           |
| Ministro de Relaciones Exteriores   |        | Roberto Urdaneta Arbeláez    |           | 1934-1935 |
| Ministro de Relaciones Exteriores   |        | Enrique Olaya Herrera        |           | 1935      |
| Ministro de Relaciones Exteriores   |        | Francisco Samper Madrid      |           | 1935      |
| Ministro de Relaciones Exteriores   |        | Ernesto González Piedrahíta  |           | 1935-1936 |
| Ministro de Relaciones Exteriores   |        | Jorge Soto Del Corral        |           | 1936.1937 |
| Ministro de Relaciones Exteriores   |        | Gabriel Turbay               |           | 1937-1938 |
| Ministro de Relaciones Exteriores   |        | Antonio Rocha                |           | 1938      |
| Ministro de Hacienda                |        | Carlos Uribe Echeverri       |           | 1934      |
| Ministro de Hacienda                |        | Marco Antonio Auli Niño      |           | 1934      |
| Ministro de Hacienda                |        | Jorge Soto Del Corral        |           | 1934-1936 |
| Ministro de Hacienda                |        | Gonzalo Restrepo Jaramillo   |           | 1936-1937 |
| Ministro de Hacienda                |        | José Joaquín Castro Martínez |           | 1937      |
| Ministro de Hacienda                |        | Gonzalo Restrepo Jaramillo   |           | 1937-1938 |
| Ministro de Hacienda                |        | Héctor José Vargas           |           | 1938      |
| Ministro de Guerra                  |        | Alberto Pumarejo             |           | 1934      |
| Ministro de Guerra                  |        | Marco Antonio Auli Niño      |           | 1934-1935 |
| Ministro de Guerra                  |        | Benito Hernández Bustos      |           | 1935-1936 |
| Ministro de Guerra                  |        | Plinio Mendoza Neira         |           | 1936-1937 |
| Ministro de Guerra                  |        | Alberto Pumarejo             |           | 1937-1938 |
| Ministros de Agricultura y comercio |        | Marco Antonio Auli Niño      |           | 1934      |
| Ministros de Agricultura y comercio |        | Jorge Soto Del Corral        |           | 1934      |
| Ministros de Agricultura y comercio |        | Jorge Gartner                |           | 1934-1935 |
| Ministros de Agricultura y comercio |        | Cristóbal Bossa              |           | 1935      |
| Ministros de Agricultura y comercio |        | Bernardo Mora                |           | 1935      |
| Ministros de Agricultura y comercio |        | Guillermo Londoño Mejia      |           | 1935      |
| Ministros de Agricultura y comercio |        | Francisco Rodríguez Moya     |           | 1935-1936 |
| Ministros de Agricultura y comercio |        | Manuel José Vargas           |           | 1936-1937 |
| Ministros de Agricultura y comercio |        | Gonzalo Restrepo             |           | 1937      |
| Ministros de Agricultura y comercio |        | León Cruz Santos             |           | 1937      |
| Ministros de Agricultura y comercio |        | Nicolás Llinas Vega          |           | 1937-1938 |
| Ministros de Agricultura y comercio |        | Marco Aurelio Arango         |           | 1938      |
| Ministros de Industria y trabajo    |        | León Cruz Santos             |           | 1934-1935 |
| Ministros de Industria y trabajo    |        | Benito Hernández Bustos      |           | 1935      |
| Ministros de Industria y trabajo    |        | Gerardo Hernández Martínez   |           | 1935-1936 |
| Ministros de Industria y trabajo    |        | Benito Hernández Bustos      |           | 1936-1937 |
| Ministros de Industria y trabajo    |        | Alejandro Bernate            |           | 1937      |
| Ministros de Industria y trabajo    |        | Antonio Rocha                |           | 1937-1938 |
| Ministros de Industria y trabajo    |        | Gonzalo Restrepo             |           | 1938      |
| Ministros de Educación              |        | Carlos Lozano y Lozano       |           | 1934      |
| Ministros de Educación              |        | Luis López de Mesa           |           | 1934-1935 |
| Ministros de Educación              |        | Calixto Torres Umaña         |           | 1935      |
| Ministros de Educación              |        | Darío Echandía               |           | 1935-1937 |
| Ministros de Educación              |        | Alberto Lleras Camargo       |           | 1937      |
| Ministros de Educación              |        | Tulio Enrique Tascon         |           | 1937      |
| Ministros de Educación              |        | Alejandro López              |           | 1937      |
| Ministros de Educación              |        | José Joaquín Castro Martínez |           | 1937-1938 |
| Ministro de Obras Públicas          |        | César García Álvarez         |           | 1934-1938 |
| Ministro de Correos y Telégrafos    |        | Benjamín Silva Herrera       |           | 1934-1935 |
| Ministro de Correos y Telégrafos    |        | Ernesto González Piedrahíta  |           | 1935      |
| Ministro de Correos y Telégrafos    |        | Hernán Salamanca             |           | 1935-1936 |
| Ministro de Correos y Telégrafos    |        | Aníbal Badel                 |           | 1936      |
| Ministro de Correos y Telégrafos    |        | Jesús Echeverri Duque        |           | 1936-1937 |
| Ministro de Correos y Telégrafos    |        | Jorge Restrepo Hoyos         |           | 1937-1938 |
| Ministro de Correos y Telégrafos    |        | Nicolás Llinas Vega          |           | 1938      |

## Política Interna
Su gobierno se conoció como la Revolución en marcha, nombrado así por el mismo López Pumarejo en su discurso de posesión tuvo un desarrollo político :

"El deber del hombre de Estado de efectuar por medios pacíficos y constitucionales todo lo que haría una revolución"
Alfonso López Púmarejo, discurso de posesión 7 de agosto de 1934.

Se caracterizó por la realización de reformas constitucional, educativa, penal, tributaria, agraria e inicios de una reforma laboral, con el apoyo de los sindicatos y la oposición de los terratenientes.

### Reforma Constitucional
Impulsada por el Acto Legislativo 01 de 1936. Esta  reforma  tuvo  influencias  de  la Constitución  de  la  Segunda República Española  de  1931  y,  en  ese  sentido, formuló los primeros enunciados de lo que  después  se  conoció  en  Colombia como el Estado social de derecho. Esta reforma tuvo como aspectos más importantes:
- Se incluyeron en el territorio nacional el Archipiélago de San Andrés, Providencia y Santa Catalina y demás islas.
- Creó las intendencias y comisarías en la división territorial del país.
- Reconoció la nacionalidad de los hijos de madre y padre colombianos, nacidos en el exterior.
- Estableció la igualdad jurídica para los extranjeros, excepto en los derechos políticos.
- Garantizó el derecho a la propiedad privada como una función social que implica obligaciones.
- Dispuso la intervención del estado con el fin de racionalizar la producción, distribución y consumo de las riquezas, o de dar protección al trabajador.
- Garantizó la libertad de culto y la libertad de enseñanza, bajo la inspección del Estado.[5]

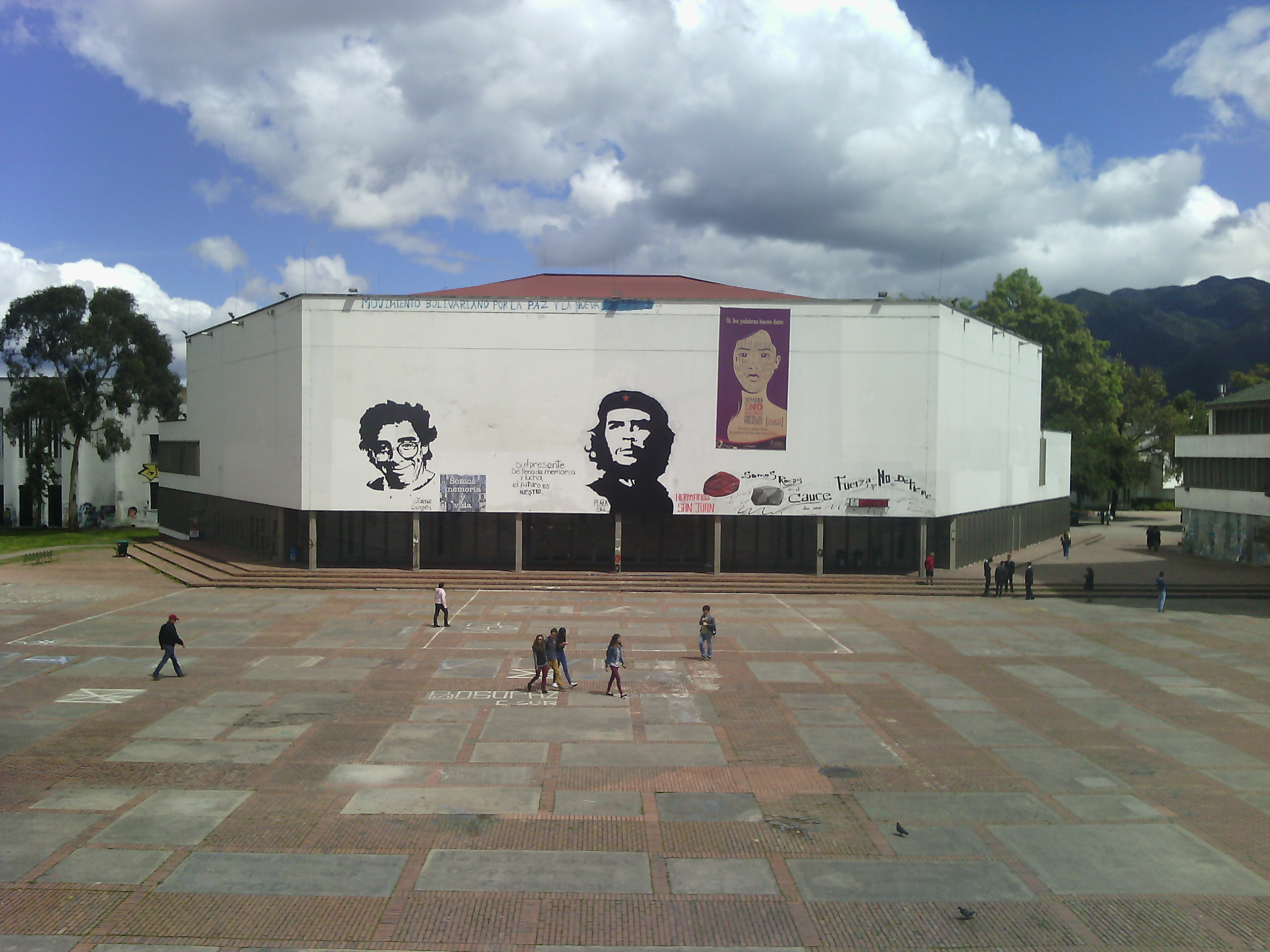
Plaza Che de la Ciudad Universitaria en Bogotá.

### Reforma Educativa
Durante su gobierno se impulsó por medio de la Ley 68 de 1935, planteada por el ministro de Educación y escritor Jorge Zalamea. la reforma universitaria: impulsando la creación de la Ciudad Universitaria de la Universidad Nacional de Colombia en Bogotá promovió la integración de facultades e institutos, la dotación de recursos financieros suficientes, la democratización de sus autoridades (el rector era elegido por un consejo superior, en el que tenían participación profesores y estudiantes), el establecimiento de las libertades académicas, la autonomía relativa, la participación de profesores y estudiantes en el manejo del claustro, la presencia de la mujer, la apertura de nuevas y más diversas carreras, el estímulo a la investigación, los servicios sociales y la función de extensión académica.
Estas reformas permitieron llevar a la Universidad a la vanguardia educativa de la época, bajo las políticas del primer secretario general que López Pumarejo designó para el plantel, el intelectual Manuel Antonio Arboleda, fallecido en la tragedia de Fúquene. En reconocimiento, el Estadio Alfonso López Pumarejo y uno de los auditorios más importantes de la Universidad llevan el nombre del expresidente.
Este gobierno realizó la democratización y liberación de la educación  básica y media (secundaria) a través de la Ley 32 de 1936. Se creó la Comisión Nacional de Cultura Aldeana. Con la Ley 12 de 1934 se crearon las escuelas normales rurales. Mediante la Ley 2 de 1937 se fijo el sueldo mínimo del maestro. Estas reformas contaron con la oposición de la Iglesia y serían solo el inicio de esfuerzos por implementar mejores políticas educativas en Colombia. También se creó la Biblioteca Aldeana de Colombia.

### Reforma Penal
Se modificó el Código Penal a través de la Ley 95 de 1936, además del Código de Procedimiento Penal por la Ley 94 de 1938.

### Política Laboral
La política laboral del gobierno de López entre 1934 y 1938 se caracterizó por el estímulo a la formación de sindicatos y la activa intervención gubernamental como mediador en los conflictos laborales. En general, el presidente respaldó en esos conflictos las reivindicaciones de los trabajadores, situación que le permitió adquirir una gran popularidad entre estos. La unidad sindical desde el Segundo Congreso Obrero en Medellín en 1936 y se expresó en el nacimiento de la Confederación Sindical de Colombia (CSC), posteriormente denominada Confederación de Trabajadores de Colombia (CTC) y la participación gubernamental en la celebración del Primero de mayo de 1936.

### Derechos de la mujer
Se reconoció la ciudadanía de la mujer. sin embargo aún no se reconocía su derecho al voto. Solo podía ser electa para los consejos municipales. Las mujeres lograron su ingreso al bachillerato y a las universidades del país. La primera mujer en ingresar a una Facultad de derecho fue Gabriela Peláez Echeverry en 1936, quien sería la primera abogada del país en 1944. La Ley 45 de 1936, reconoció los derechos de los hijos nacidos fuera del matrimonio y de sus madres naturales.

## Orden Público
Durante su gobierno aumentó la población desplazada por los campos y se creó un clima de inseguridad en el país. Aparecieron bandas de asaltantes en los campos o bandoleros y se incrementaron los robos y los asesinatos. En octubre de 1935 se presentaron trifulcas y muertes tras las elecciones para consejos municipales y la oposición conservadora aumento.

### Modernización de la Policía Nacional
El decreto 1277 del 7 de julio de 1937 ordenó la creación de la Escuela General Santander. El 5 de agosto de 1938, Alfonso López Pumarejo inauguró las instalaciones de la escuela.

### Obras Públicas
Hasta la toma del poder por López Pumarejo todos los gobiernos tenían un acumulado de 3.873 Kilómetros de carreteras construidas. Dos años después el país contaba con 10.000 Kilómetros construidos por los departamentos y por la nación. Los Llanos orientales, Caquetá y las intendencias quedaron incorporados a la economía nacional.
El 20 de noviembre de 1935, fue fundado el Parque arqueológico de San Agustín (Huila).

## Economía

### Reforma Tributaria
Se creó la base del impuesto de renta y estableció los de patrimonio y exceso de utilidades. Como en las Salinas con la Ley 78 de 1936.

### Reforma agraria
Se propuso una Reforma Agraria mediante la Ley 200 de 1936, o Ley de Tierras, en la cual se proponía entregar los terrenos baldíos o tierras sin trabajar, a campesinos sin tierras e intentaba solucionar los latentes conflictos entre campesinos y latifundistas. Fue el primer intento de reforma agraria en Colombia.

## Relaciones Exteriores
Inició su gobierno con el reconocimiento del Protocolo de Río de Janeiro en 1935, que dio fin a las disputas de la guerra colombo-peruana. Colombia participó en la Conferencia de Buenos Aires de 1936, antecedente de la Organización de los Estados Americanos (OEA). Se buscaron nuevos mercados internacionales para el café.
Fortaleció las relaciones con Estados Unidos y coincidió con Franklin Delano Roosevelt y, a quien visito en 1934, en los principios del New Deal y la política del Buen Vecino. Sin embargo se presentó un incidente por un proyecto de ley que buscaba proteger a los trabajadores bananeros, cuando la United Fruit Company representada por la Magdalena Fruit Company, y se ordenó detener a su gerente quien se fugó a Panamá por el puerto de Turbo.

## Oposición
La oposición a su gobierno fue principalmente de los conservadores, la iglesia católica, industriales y terratenientes o latifundistas. Los liberales radicales, conservadores capitalistas y nacionalistas liberales, se organizaron en la Acción Patriótica Económica Nacional (APEN) en 1935 aparecieron el periódico La Razón del conservador José Camacho Carreño y el liberal Juan Lozano y Lozano y El Siglo (actualmente El Nuevo Siglo) de Laureano Gómez en 1936.